# Beskogning

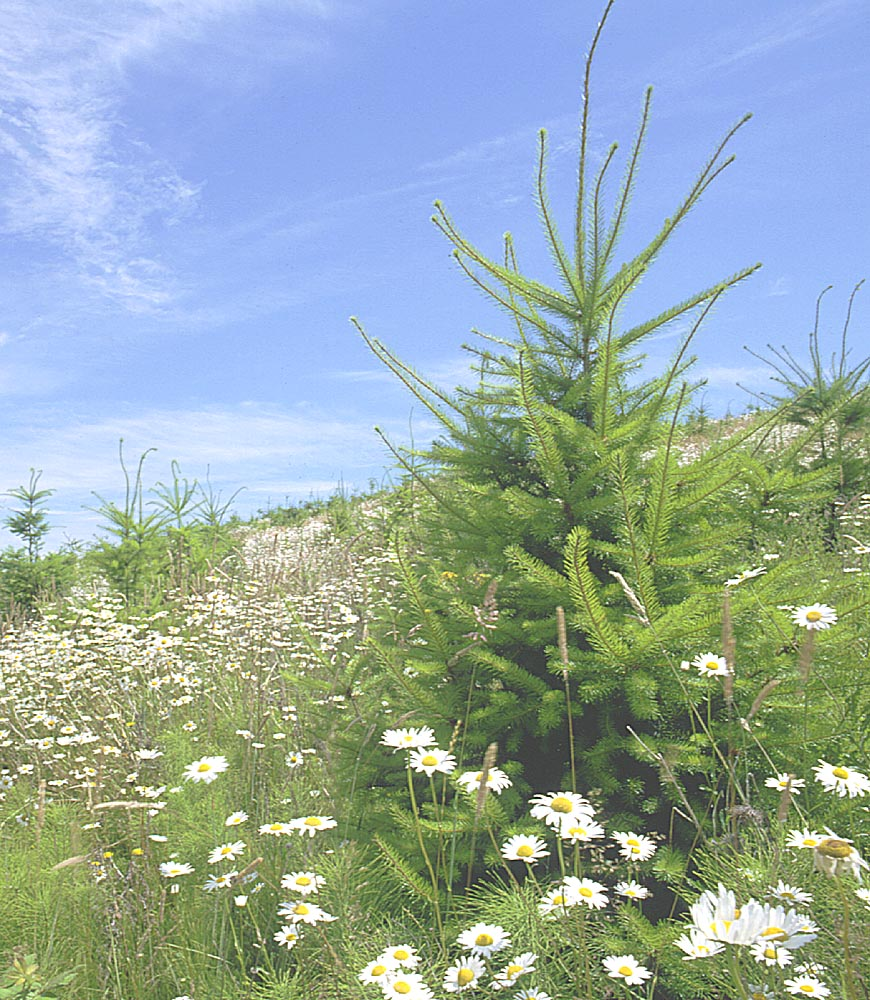
Beskogning i USA.

Beskogning innebär etablering av skog i ett område där det inte tidigare fanns någon skog. Marken kan exempelvis tidigare ha använts för jordbruk eller som torvtäkt.
Termen kan också användas för ersättning av ett tidigare skogsbestånd som försvunnit; i det fallet kan man kalla verksamheten återbeskogning. Detta är en naturlig eller avsiktlig återuppbyggnad av tidigare skogar och skogsmarker.

## Hantering
I exempelvis Finland finns rekommendationer för hur man bör planera och utföra en beskogning. Värden som kan behöva beaktas är vårdbiotop, landskapsområde, skyddsområde och bebyggda kulturlandskap. Även biologisk mångfald och vattenvård kan vara viktigt att respektera, och i vissa fall kan dessa leda till att beskogning inte rekommenderas eller ens är lagligt.
Beskogning kan jämföras med skogsförnyelse (föryngring). Den senare åtgärden kräver ofta mindre planering, arbete och kostnader.

### På åkrar
Före detta åkrar behöver i regel en föregående markberedning. I Finland anses gran vara det bästa trädslaget vid en beskogning. Gödsling med bor kan användas för att minska problemet med hämmad tillväxt på grund av ett överskott av kväve i marken. Mark som använts som torvtäkt kan behöva ett tillskott av kalium.
En tidigare åker är ofta rik på näring, där gräs och ogräs växer fort ifall det inte kan rensas bort.

### På torvmark
En gammal torvmark kan vara rejält fuktig, så rensning av diken kan underlätta en framgångsrik beskogning. Röjningen av gräset bör ske innan växtligheten kväver trädplantorna.
En torvbotten som frigjort genom en avslutad torvbrytning kan bli beskogad antingen genom endera:
- plantering
- sådd
- naturlig förnyelse

Där kan antingen tall eller gran (i fallet Finland) vara lämpligt trädslag. En naturlig förnyelse, då man låter marken beskogas genom en naturlig trädspridning, leder vanligen till en tät skog av glasbjörk.
Gödsling med aska kan vara lämplig vid beskogning, eftersom det leder till bättre tillgång på kalium och fosfor.

## Politiska mål
Beskogning av åkermark är ett medel för att binda kol i marken, liksom att minska ökningen av koldioxid i atmosfären.
Europeiska unionen inkluderar beskogning som en prioriterad åtgärd inom dess strategier för biologisk mångfald fram till år 2030. EU har utfäst sig att plantera minst 3 miljarder träd fram till det året, enligt en färdplan som antogs 2021.